# Rychlobruslení na Zimních olympijských hrách 2018 – stíhací závod družstev muži
Stíhací závod družstev mužů na Zimních olympijských hrách 2018 se konal v hale Gangneung Oval v Kangnungu ve dnech 18. a 21. února 2018. První den bylo na programu čtvrtfinále, zatímco semifinálové a finálové jízdy se uskutečnily 21. února.
Závod vyhrál norský tým, který ve finále zdolal jihokorejské družstvo, které tak obhájilo stříbro ze Soči 2014. Na třetím místě se umístili Nizozemci, obhájci titulu ze Soči. Čeští závodníci se jej nezúčastnili.

## Rekordy
Před závodem měly rekordy následující hodnoty:
| Světový rekord    | Nizozemsko Jan Blokhuijsen Koen Verweij Sven Kramer      | 3:35,60 | Utah Olympic Oval, Salt Lake City | 16. listopadu 2013 |
| Olympijský rekord | Nizozemsko Jan Blokhuijsen Sven Kramer Koen Verweij      | 3:37,71 | Adler-Arena, Soči                 | 22. února 2014     |
| Rekord dráhy      | Nizozemsko Douwe de Vries Jorrit Bergsma Jan Blokhuijsen | 3:40,66 |                                   | 10. února 2017     |

V semifinálové jízdě překonal norský tým olympijský rekord, když do cíle dobruslil v čase 3:37,08. Norské družstvo pokořilo původní rekordní olympijský čas i ve finálové jízdě. V průběhu závodu byl několikrát překonán také rekord dráhy.

## Výsledky

### Čtvrtfinále
První čtyři týmy postoupily do dvou semifinálových jízd, ostatní týmy do finálových jízd o páté až osmé místo.
| Pořadí | Jízda | Země                   | Jméno                                                       | Čas     | Ztráta | Postup       |
| ------ | ----- | ---------------------- | ----------------------------------------------------------- | ------- | ------ | ------------ |
| 1.     | 2     | Jižní Korea            | I Sung-hun Čong Če-won Kim Min-sok                          | 3:39,29 | +0,00  | Semifinále 1 |
| 2.     | 4     | Nizozemsko             | Koen Verweij Sven Kramer Jan Blokhuijsen                    | 3:40,03 | +0,74  | Semifinále 2 |
| 3.     | 1     | Norsko                 | Sindre Henriksen Simen Spieler Nilsen Sverre Lunde Pedersen | 3:40,09 | +0,80  | Semifinále 2 |
| 4.     | 1     | Nový Zéland            | Shane Dobbin Reyon Kay Peter Michael                        | 3:41,18 | +1,89  | Semifinále 1 |
| 5.     | 3     | Japonsko               | Seitaró Ičinohe Šóta Nakamura Shane Williamson              | 3:41,62 | +2,33  | Finále C     |
| 6.     | 2     | Itálie                 | Andrea Giovannini Riccardo Bugari Nicola Tumolero           | 3:41,64 | +2,35  | Finále C     |
| 7.     | 3     | Kanada                 | Jordan Belchos Ted-Jan Bloemen Denny Morrison               | 3:41,73 | +2,44  | Finále D     |
| 8.     | 4     | Spojené státy americké | Brian Hansen Emery Lehman Joey Mantia                       | 3:42,98 | +3,69  | Finále D     |

### Semifinále
Vítězné týmy obou jízd postoupily do finále o zlatou medaili, poražená družstva postoupila do finále o bronz.
| Pořadí       | Země        | Jméno                                                   | Čas          | Ztráta | Postup   |
| ------------ | ----------- | ------------------------------------------------------- | ------------ | ------ | -------- |
| Semifinále 1 |             |                                                         |              |        |          |
| 1.           | Jižní Korea | I Sung-hun Čong Če-won Kim Min-sok                      | 3:38,82      | 0,00   | Finále A |
| 2.           | Nový Zéland | Shane Dobbin Reyon Kay Peter Michael                    | 3:39,53      | +0,71  | Finále B |
| Semifinále 2 |             |                                                         |              |        |          |
| 1.           | Norsko      | Håvard Bøkko Simen Spieler Nilsen Sverre Lunde Pedersen | 3:37,08 (OR) | 0,00   | Finále A |
| 2.           | Nizozemsko  | Patrick Roest Sven Kramer Jan Blokhuijsen               | 3:38,46      | +1,38  | Finále B |

### Finále
| Pořadí           | Země                   | Jméno                                                   | Čas     | Ztráta |
| ---------------- | ---------------------- | ------------------------------------------------------- | ------- | ------ |
| Finále A         |                        |                                                         |         |        |
| Zlatá medaile    | Norsko                 | Håvard Bøkko Simen Spieler Nilsen Sverre Lunde Pedersen | 3:37,32 | 0,00   |
| Stříbrná medaile | Jižní Korea            | I Sung-hun Čong Če-won Kim Min-sok                      | 3:38,52 | +1,20  |
| Finále B         |                        |                                                         |         |        |
| Bronzová medaile | Nizozemsko             | Patrick Roest Sven Kramer Jan Blokhuijsen               | 3:38,40 | 0,00   |
| 4.               | Nový Zéland            | Shane Dobbin Reyon Kay Peter Michael                    | 3:43,54 | +5,14  |
| Finále C         |                        |                                                         |         |        |
| 5.               | Japonsko               | Shane Williamson Seitaró Ičinohe Rjósuke Cučija         | 3:41,62 | 0,00   |
| 6.               | Itálie                 | Andrea Giovannini Riccardo Bugari Nicola Tumolero       | DSQ     |        |
| Finále D         |                        |                                                         |         |        |
| 7.               | Kanada                 | Ted-Jan Bloemen Benjamin Donnelly Denny Morrison        | 3:42,16 | 0,00   |
| 8.               | Spojené státy americké | Jonathan Garcia Brian Hansen Emery Lehman               | 3:50,77 | +8,61  |